# Farhad Ostovani
Farhad Ostovani, né le 14 octobre 1950 à Lahidjan (Iran), est un peintre iranien qui vit et travaille à Paris.

## Biographie
Farhad Ostovani est né à Lahidjan, dans le nord de l’Iran, en 1950. Il commence à peindre dès douze ans et entreprend des études au département Beaux-Arts de l’université de Téhéran en 1970. Il expose en 1973 à l’Institut français de Téhéran et, l'année suivante, déménage à Paris où il suivra les cours de l’École nationale supérieure des beaux-arts.
Après divers voyages (Europe, Moyen-Orient, États-Unis), il s’installe à Rome de 1982 à 1986. Il part alors enseigner le pastel à l’Academy of Fine Arts de Philadelphie. En 1987, il retourne à Paris enseigner le dessin à l’École Parsons.

## Œuvre
L'œuvre de Farhad Ostovani relève de l'expressionnisme figuratif, mais ses toiles tendent souvent vers le minimalisme et l’abstraction. Les montagnes, les grappes de raisin, les arbres, les feuilles, les fleurs, les horizons sont parmi les sujets préférés du peintre.

### Musique
Passionné de musique classique, il réalise deux séries en relation avec deux œuvres de Bach : les Variations Goldberg et la première Suite pour violoncelle.

### Livres
En 1994, Farhad Ostovani se lie d’amitié avec Yves Bonnefoy et Bernard Blatter et s’intéresse à l'édition, notamment de poésie contemporaine française, réalisant de nombreux ouvrages en collaboration avec Bonnefoy, Louis-René des Forêts, Jean-Paul Michel ou Paul Laborde, ainsi que de poésie étrangère traduite (Emily Dickinson, Christine Lavant).

### Commentaire
« Et les œuvres de Farhad dans les premiers temps de son travail à Paris sont elles-mêmes la preuve que son regard de peintre n’était alors nullement requis par l’aspect extérieur des choses, couleurs et formes, jeux des couleurs dans les formes, dissolution du souci de l’être dans celui de la composition du tableau, comme ce fut le cas à travers l’histoire de l’Occident chez tant de peintres même paysagistes. Mais ce qu’il faut remarquer aussi, c’est qu’elles montrent que le risque que je disais presque fatal quand on cherche à signifier la présence comme telle existait bien aussi chez ce jeune peintre. »

— Yves Bonnefoy

## Publications
- Avec Mary-Laure Zoss, Seul en son bois, dressé noir, éditions Fario, 2021  (ISBN 979-10-91902-84-7)[3]
- Primavera, d'après Vita nova de Dante, préface de Jeanne Dorn, 33 œuvres accompagnant 33 sonnets, éditions L'Atelier contemporain, 2021  (ISBN 978-2-85035-061-0)
- Palimpseste, préface de Jérôme Thélot, catalogue de l'exposition du musée d'Art et d'Archéologie du Périgord[4], de la médiathèque Pierre Fanlac[5] et du Centre culturel de la Visitation[6], éditions L'Atelier contemporain, 2020  (ISBN 978-2-85035-026-9)[7]
- Bacco di Nervi (texte et photographies), éditions L'Atelier contemporain, 2019  (ISBN 979-10-92444-91-9)[8]
- Avec Bernard Blatter, Ce que dit le silence, préface de Pierre-Alain Tâche, éditions L'Atelier contemporain, 2019  (ISBN 979-10-92444-88-9)[9]
- Le Jardin d’Alioff (écrits, récit de la rencontre avec Yves Bonnefoy), éditions L'Atelier contemporain, 2018  (ISBN 979-10-92444-67-4)[10]
- Daniel Blanchard, Bruire, avec 6 portraits d’un arbre par Farhad Ostovani, Éditions L'Atelier contemporain, 2017  (ISBN 979-10-92444-59-9)[11]
- Emily Dickinson (traduite par Yves Bonnefoy), We Talked Between The Rooms, illustrations de Farhad Ostovani, Paris, éd. Michael Woolworth, 2014 — Grand prix de bibliophilie (prix Jean Lurçat) de l’Académie des beaux-arts[1]
- Paul Laborde, Un rempart, lithographie de Farhad Ostovani, Bozouls, Éditions Trames, 2014
- Yves Bonnefoy, De grandes ombres, lithographies de Farhad Ostovani, Bozouls, Éditions Trames, 2011
- Yves Bonnefoy, Voix entendue près d'un temple, trois lithographies de Farhad Ostovani, Bozouls, Éditions Trames, 2010
- Yves Bonnefoy, Le Sommeil de personne, vingt-quatre fusains originaux de Farhad Ostovani, Bordeaux, William Blake and Co., 2004  (ISBN 2-84103-141-1)
- Emily Dickinson, Et recouvert de nos noms, gravures de Farhad Ostovani, Cléry-Saint-André, éditions Sergent-Fulbert, 1999
- Yves Bonnefoy, La Branche, lithographies de Farhad Ostovani, Aux dépens des 36, 1996
- Frank Holden, Analectes, gravure de Farhad Ostovani, 1994